# Spanische Stabschrecke
Die Spanische Stabschrecke (Pijnackeria hispanica, Syn.: Leptynia hispanica) ist eine Stabschrecken-Art aus der Familie Diapheromeridae.

## Merkmale
Unter den westeuropäischen Arten ist die Spanische Stabschrecke mit maximal 50 mm die kleinste. Die Tiere sind sehr schmal gebaut. Die elfgliedrigen Antennen sind kurz, haben unterschiedlich lange Segmente und sind rötlich gefärbt, also deutlich anders gefärbt als der Körper. Das dorsale Endsegment des Abdomens der ausgewachsenen Weibchen läuft spitz aus und die Körperseiten tragen deutliche weiße Streifen, die bei der Gallischen Mittelmeerstabschrecke viel schmaler sind.

## Verbreitung
Im Gegensatz zur Gallischen Mittelmeerstabschrecke (Clonopsis gallica), die auch den Westen Frankreichs bis in die Normandie hinauf bewohnt, kommt die Spanische Stabschrecke in Frankreich nur im Süden vor (ebenso wie die Mittelmeerstabschrecke). Vertikal ist die Art in Spanien bis in Höhen von 1800 Metern nachgewiesen.

## Lebensraum, Ernährung und Verhalten
Wie die anderen Arten der Region findet man die Spanische Stabschrecke bevorzugt in offenem, unbeschattetem Gelände. Die Populationsdichte schwankt ganz außerordentlich und hängt von kleinklimatischen Bedingungen und der Verbreitung der Nährpflanzen zusammen. Die Tiere ernähren sich in Frankreich überwiegend vom Backenklee Dorycnium pentaphyllum (Scopoli, 1763) aus der Familie der Hülsenfrüchtler (Fabaceae), der in Europa und Mittelasien verbreitet ist. Allerdings sind die Tiere gelegentlich auf der Hundsrose (Rosa canina L., 1753), auf dem Stacheligen Dornginster Calycotome spinosa (L.) oder dem Aschgrauen Ginster Genista cinerea (Vill.) anzutreffen. Dank ihres Aussehens und dem Mangel an Bewegung am Tage sind die Stabschrecken kaum zu erkennen. Ihre eigentlich Aktivitätsphase beschränkt sich auf die Nacht.

## Ähnliche Arten
Bis zur Errichtung der Gattung Pijnackeria durch Scali im Jahr 2009, wurde die Art der Gattung Leptynia zugeordnet. Drei der vier in Europa vorkommenden Arten dieser Gattung nämlich Leptynia attenuata Pantel, 1890, Leptynia caprai Scali, 1996 und Leptynia montana Scali, 1996 sind nur von der Iberischen Halbinsel bekannt. In Frankreich sind noch die Gallische Mittelmeerstabschrecke und die Mittelmeerstabschrecke (Bacillus rossius) verbreitet. Beide gehören zur Familie Bacillidae und besitzen nicht den markanten weißen Seitenstreifen der Spanischen Stabschrecke.

## Entwicklung und Feinde

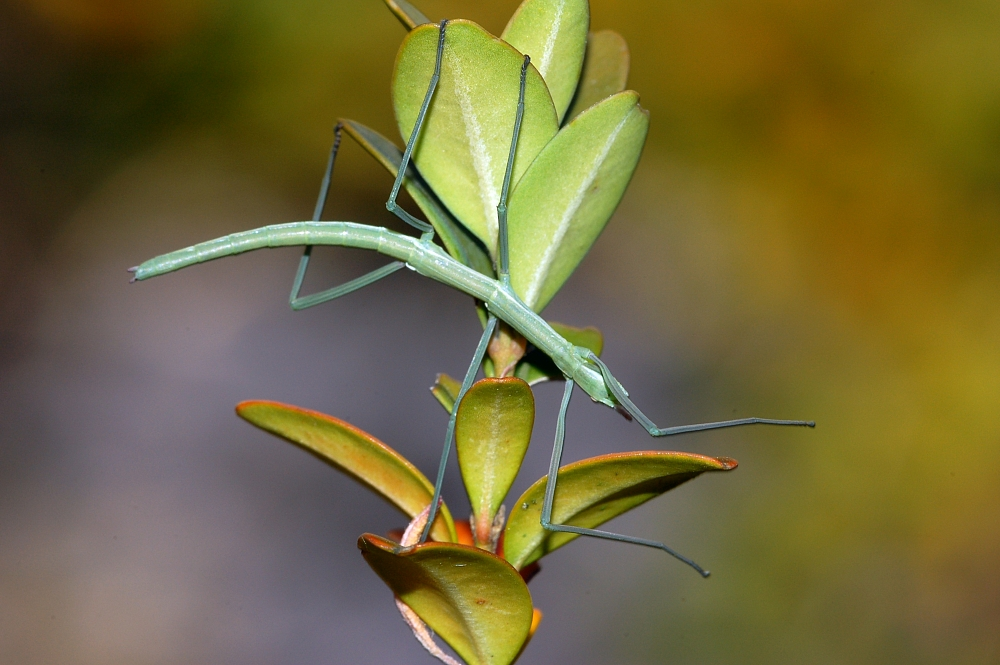
Pijnackeria hispanica

Aus Frankreich sind von allen drei bekannten Arten nur Weibchen bekannt. Meist schlüpfen die ersten Nymphenstadien im April. Erwachsene Tiere sind dann von Ende Juni bis Ende September anzutreffen und leben durchschnittlich zwei Monate. Die Eier werden meist im Boden abgelegt. Ein Weibchen legt bis zu 60 Eier in kleinen Paketen über einige Wochen hinweg ab.
Die Tiere haben trotz ihrer guten Tarnung zahlreiche Feinde, besonders sei hier eine Raupenfliege (Tachinidae) Thrixion halidayanum (Rondani, 1872) erwähnt, die bereits auf den Nymphen ihre Eier platziert, aus denen dann die den Wirt parasitierenden Larven schlüpfen. Das letzte Larvenstadium der Fliege verlässt dann die Stabschrecke und verpuppt sich. 

Die Art wird von der Phasmid Study Group unter der PSG-Nummer 123 geführt.